# Guardia della Repubblica d'Albania
La Guardia della Repubblica d'Albania (in albanese: Garda e Republikës së Shqipërisë) è una forza di polizia militarizzata dell'Albania, posta sotto l'egida del Ministero degli affari interni, che ha il compito di garantire la sicurezza delle più alte cariche dello Stato.

## Storia
La Guardia repubblicana nacque il 24 giugno 1928 su iniziativa del Presidente Ahmet Zogu, nell'ambito della riorganizzazione delle Forze armate albanesi e dell'Arma della Gendarmeria, con l'obiettivo di creare un'unità speciale col compito di garantire la sicurezza di luoghi sensibili (come sedi istituzionali, banche o abitazioni di personalità di particolare importanza); il primo comandante fu il colonnello Hysen Selmani. Con la proclamazione del Regno albanese il 1º settembre dello stesso anno l'unità fu trasformata in Guardia reale.